# Mundane History
Pour plus de détails, voir Fiche technique et Distribution.
Mundane History (Thai : เจ้านกกระจอก, Jao nok Krajok) est un film thaïlandais réalisé par Anocha Suwichakornpong et sorti en 2009.

## Synopsis
Dans une vaste demeure de Bangkok, Ake, un jeune paraplégique, vit aux côtés d'un père autoritaire et distant qu'il exècre. Solitaire et mutique, Ake s'est enfermé dans un univers peuplé de songes cosmiques. Pun, un aide-infirmier originaire de la région d'Isan est engagé pour l'assister. Les premiers instants sont difficiles - Ake est colérique et silencieux - mais petit à petit des rapports d'intimité se nouent entre Pun et Ake.

## Fiche technique
- Titre du film : Mundane History
- Titre original : เจ้านกกระจอก (Jao nok Krajok)
- Titre alternatif : Une histoire banale (Histoire ordinaire ou Histoire terre à terre[3])
- Réalisation et scénario : Anocha Suwichakornpong
- Photographie : Leung Ming Kai - Couleurs
- Musique : The Photo Sticker Machine, Furniture
- Montage : Lee Chatametikool
- Décors : Parinda Moongmaipho
- Production : A. Suwichakornpong, Soros Sukhum
- Pays d'origine :  Thaïlande
- Société de distribution : Survivance (France)
- Genre : Drame
- Durée : 82 minutes
- Dates de sortie :
- 10 octobre 2009 au Festival international du film de Pusan (Corée du Sud)
- 16 janvier 2013 en salles en France

## Distribution[4]
- Arkaney Cherkam : Pun, l'infirmier
- Phakpoon Surapongsanuruk : Ake, le jeune paraplégique
- Paramej Noieam : Thanin[5], le père de Ake
- Anchana Ponpitakthepkij : Sumjai

## Récompenses
- Tigre d'or[6] au Festival international du film de Rotterdam 2010[7]
- prix NETPAC au Golden Horse Film Festival de Taipei 2010[8]
- Meilleur film étranger au Festival international du film Era New Horizons 2010
- Premier prix au Transilvania International Film Festival 2010
- Meilleure réalisatrice au Mumbai Film Festival 2010

## Autour du film
La première diffusion mondiale de ce film a eu lieu au Festival international du film de Busan en 2009. Ce film est aussi choisi pour ouvrir le 7ème Festival mondial du film de Bangkok le 6 novembre 2009.
La cinéaste Anocha Suwichakornpong dit qu'elle cherche à questionner la "masculinité thaïlandaise" largement occultée par le cinéma de son pays patriarcal.
Le film a pu être découvert en France à Paris Cinéma, au Festival international du film de La Rochelle et au Festival des 3 Continents de Nantes dont le directeur artistique, Jérôme Baron, écrit au sujet du film : « Par quel bout prendre le premier long-métrage d’Anocha Suwichakornpong déjà remarquée en 2008 avec un court intitulé Graceland ? À côté de la Palme d’or 2010 obtenue par Apichatpong Weerasethakul, l’expérience Mundane History, qui pourrait donner l’impression de se cacher derrière sur son titre (mundane signifie anodin, quelconque), se donne à la fois comme l’autre film thaïlandais à voir et l’une des grandes révélations asiatiques de l’année. Tout en retenue et pourtant d’une audace folle, le film saisit pour mieux la déborder par des projections organiques et cosmiques la force d’inertie (psychologique, sociale, sexuelle) qui étreint ses personnages." 
Le film a pu être découvert en Allemagne au Festival du film de Munich.
Apichatpong Weerasethakul qui collabore avec le même monteur qu'Anocha Suwichakornpong a déclaré au sujet du film : "Anocha a réalisé plusieurs films aussi délicats qu’audacieux. Son Mundane History m’a laissé un sentiment d'étrangeté. Je suis un grand admirateur."
"Expérimental, spirituel, politique, un beau premier film venu de Thaïlande." écrit Léo Soesanto dans Les Inrockuptibles du 16/01/2013.
Mundane History d'Anocha Suwichakornpong serait une des œuvres signalant l'émergence d'une nouvelle école cinématographique thaïlandaise. Après avoir constaté ce fait, Julien Welterregrette, toutefois, qu'il lui apparaisse comme un « doux rêve manquant de chair malgré ses envolées fascinantes. »
On y retrouve, tout de même, la « délicatesse et le penchant expérimental d'Apichatpong Weerasethakul », observe Louis Guichard. L'ombre tutélaire de ce glorieux aîné pourrait gêner, si le film n'instillait pas « un charme ténu mais réel à cette chronique envoûtante rongée par le mal de vivre et sublimée par l'illumination, sondant l'extraordinaire dans l'ordinaire, osant des décrochages merveilleux, de la terre au cosmos, de la souffrance à la transcendance. »
« Avec sa manière de déconstruire subtilement la chronologie de son récit, de mélanger les registres d'images, de mêler l'intime et le cosmique, Mundane History est un bien excitant objet cinématographique », commente Jean-François Rauger.
Et, de plus, le film d'Anocha Suwichakornpong 
« Dans le fil du récit, les rapports père-fils se substituent alors à la relation infirmier-malade [...] Le thème de la filiation, tel qu'il est saisi dans sa dimension la plus mélancolique, et les éclats d'une cosmogonie illustrée donnent à Mundane History les allures d'un Tree of Life tropical, mais sans la dimension mystique ni l'ambition totalisante du grand récit à la Malick. Ses atours arty un peu chichiteux n'empêchent pas l'émotion d'affleurer dans ce film-planétarium étreignant jusqu'au bout sa métaphore astronomique [...] », écrit, en conclusion, Jean-Philippe Tessé pour Cahiers du cinéma.

## DVD
Le DVD imprimé en France inclut, en plus du film Mundane History, l'affiche du film, un livret de 24 pages et deux courts métrages d'Anocha Suwichakornpong : 
- Graceland (2006), film de fin d'études, le premier court métrage thaïlandais à être sélectionné en compétition officielle à Cannes (17 min)
- et Lunch (2010), un hommage à l'adolescence (30min) (segment du film Breakfast, Lunch, Dinner réalisé par Wang Jing, Anocha Suwichakornpong et Kaz Cai)[21].